# Klaus Meyer-Schwickerath
Klaus Meyer-Schwickerath (* 19. Dezember 1921 in Elberfeld; † 20. Februar 2014 in Münster) war ein deutscher Verwaltungsjurist, Oberkreisdirektor und Landesrat des Landschaftsverbandes Westfalen-Lippe (LWL).

## Familie
Geboren wurde Klaus Meyer-Schwickerath als Sohn des Edmund Meyer (1887–1973) und der Josephine Meyer geb. Schmitz (1890–1959). 1935 nahm die Familie zusätzlich den Geburtsnamen der Mutter von Edmund Meyer an (Julie Schwickerath, 1860–1929) und nannte sich fortan Meyer-Schwickerath. Ein Jahr vor Klaus wurde der Bruder Gerhard Meyer-Schwickerath geboren, der Medizin studierte und als Augenarzt bekannt wurde.

## Ausbildung und Tätigkeit
Meyer-Schwickerath studierte in Münster und Freiburg (Schweiz) Jura. In Münster wurde er Mitglied des katholischen Studentenvereins K.St.V. Markomannia im KV. Er arbeitete zunächst in Münster als Rechtsanwalt, war dann für die Deutsche Bundesbahn und für die Straßenbauverwaltung tätig. 1958 trat er als Kreisverwaltungsrat in die Dienste des damaligen Landkreises Münster und stieg bis zum Oberkreisdirektor auf. Von 1966 bis 1974 war er der erste Geschäftsführer des Flughafens Münster/Osnabrück, dessen Aufbau maßgeblich seiner Initiative zu verdanken ist.
1969 wählte ihn die Landschaftsversammlung des Landschaftsverbandes Westfalen-Lippe zum Ersten Landesrat und Kämmerer des Verbandes. 1981 wurde er wiedergewählt und übte das Amt bis zu seinem Eintritt in den Ruhestand 1986 aus. Als Kämmerer des LWL nahm Meyer-Schwickerath zahlreiche Ämter für den Verband war. So war er Aufsichtsratsvorsitzender der Westfälischen Verkehrs-Gesellschaft und der Westfälischen Landes-Eisenbahn (1980–1986), Geschäftsführer und Vizepräsident der Freiherr-vom-Stein-Gesellschaft sowie Mitglied im Aufsichts- bzw. Verwaltungsrat der Westdeutschen Landesbank, der Westfälischen Provinzial Feuersozietät (heute Westfälische Provinzial Versicherung Aktiengesellschaft) und der Westfälischen Provinzial-Lebensversicherungsanstalt (heute Provinzial NordWest Lebensversicherung, zu beiden Versicherungen siehe zusammenfassend Westfälische Provinzial). Im Nachruf für Meyer-Schwickerath besonders hervorgehoben werden seine Verdienste um die finanzielle Sanierung der LWL-Kliniken, die weitsichtige Liegenschaftspolitik und die deutsch-englischen Kontakte zur Grafschaft Yorkshire.
Meyer-Schwickerath war darüber hinaus 30 Jahre lang Verwaltungsleiter des Studentenheims Pauluskolleg in Münster, zudem langjähriger Geschäftsführer der Gesellschaft der Musik- und Theaterfreunde Münsters und des Münsterlandes e. V.

## Ehrungen
Meyer-Schwickerath wurde am 13. Mai 2000 mit dem Verdienstorden des Landes Nordrhein-Westfalen ausgezeichnet.

## Schriften (Auswahl)
- Klaus Meyer-Schwickerath: Der Landschaftsverband Westfalen-Lippe. Rechtsnatur, Struktur und Aufgaben. In: Rainer Frey u. a. (Hrsg.): Politik und Selbstverwaltung in Westfalen-Lippe. Festschrift für Herbert Neseker. Lit-Verlag, Münster u. a. 1993, ISBN 3-89473-857-X.
- Klaus Meyer-Schwickerath (Hrsg.): Der Landkreis Münster. 1816–1966. Stalling, Oldenburg (Oldb) 1966.